# Acid m-toluic
Acidul m-toluic sau 3-metilhidroxibenzoic este un compus organic, un acid carboxilic aromatic cu formula chimică (CH3)C6H4(COOH). Este izomer cu acidul o-toluic și p-toluic.

## Obținere
Acidul m-toluic este obținut în urma reacției de oxidare a m-xilenului cu acid azotic sau permanganat de potasiu.